# Елена Костевич
Елена Дмитриевна Костевич (на украински: Олена Дмитрівна Костевич; 14 април 1985 г., Хабаровск) е украинска спортистка, състезавала се в дисциплината стрелба с пистолет, олимпийска шампионка през 2004 г., световна и европейска шампионка, заслужил майстор на спорта на Украйна.

## Биография
Майката на Елена Наталия Александровна е кандидат на икономическите науки, доцент в Киевския национален университет за технологии и дизайн, а баща ѝ Дмитрий Леонидович е инженер.
Като дете Елена се занимава с художествена гимнастика, след това с тенис. В стрелбата, по нейно собствено признание, тя попада случайно: на 11 години, по инициатива на майка си, отива в областния спортно-стрелкови клуб в Чернигов. Костевич дава предимство на стрелбата една година след началото на тренировките, когато почувствала, че няма време да съчетава стрелба, тенис и обучение в общообразователно училище номер 12.
При избора на спортна специализация Елена се ръководи от факта, че за ученик от четвърти клас е по-лесно да държи еднокилограмов пистолет в ръка, отколкото по-тежката пушка. Но, както казва самата спортистка, „в никакъв случай не беше по-лесно в спортен план“.
В свободното си от тренировки време тя обича да чете книги и, според нея, става запален автолюбител.
Елена Костевич завършва Черниговския национален технологичен университет, после Киевския национален университет по технологии и дизайн със специалност „Икономика на предприятието“, състезава се за спортните дружества „Колос“ и „Динамо“, член е на украинския национален отбор и член на Украинската федерация по стрелба.

## Спортни постижения
- Олимпийска шампионка през 2004 г.
- Световна шампионка (2002)
- Многократна шампионка и медалистка от европейски първенства
- Победителка в Световната купа (2003)
- Многократна шампионка и медалистка от етапи на Световната купа
- Многократна шампионка на Украйна
- Двукратна бронзова медалистка на Летните Олимпийски игри през 2012 г. в Лондон.[3]

## Награди
- Орден „За заслуги“, I степен (6 март 2019 г.) – за значителен личен принос за социално-икономическото, научно-технологичното, културно-просветителското развитие на украинската държава, защитата на държавния суверенитет и териториалната цялост на Украйна, и високо професионално умение[4]
- Орден „За заслуги“, II степен (4 септември 2007 г.) – за значителен личен принос в развитието и популяризирането на физическата култура и спорта в Украйна, постигане на високи спортни резултати, високо професионално умение[5]
- Орден „За заслуги“, III степен (18 септември 2004 г.) – за постигане на значителни спортни резултати на XXVIII летни Олимпийски игри в Атина, повишаване на международния престиж на Украйна[6]
- Орден на княгиня Олга, I степен (25 юли 2013 г.) – за постигане на високи спортни резултати на XXVII Световна лятна Универсиада в Казан, проявена всеотдайност и воля за победа, повишаване на международния престиж на Украйна
- Орден на княгиня Олга, II степен (15 август 2012 г.) – за постигане на високи спортни резултати на ХХХ летни Олимпийски игри в Лондон, проявена всеотдайност и воля за победа, увеличавайки международния престиж на Украйна
- Орден на княгиня Олга, III степен (27 юни 2003 г.) – за самоотвержен труд, висок професионализъм, създаване на условия за духовно единство на поколенията, реализация на важни младежки проекти.[7]